# Contea di Jim Hogg
La contea di Jim Hogg in inglese Jim Hogg County è una contea dello Stato del Texas, negli Stati Uniti. La popolazione al censimento del 2010 era di 5 300 abitanti. Il capoluogo di contea è Hebbronville. Il suo nome deriva da James Stephen Hogg, ventesimo governatore del Texas (1891–1895). La contea è stata creata nel 1913.

## Geografia fisica
| Anno | Popolazione | ±%     |
| ---- | ----------- | ------ |
| 1920 | 1,914       |        |
| 1930 | 4,919       | 157.0% |
| 1940 | 5,449       | 10.8%  |
| 1950 | 5,389       | −1.1%  |
| 1960 | 5,022       | −6.8%  |
| 1970 | 4,654       | −7.3%  |
| 1980 | 5,168       | 11.0%  |
| 1990 | 5,109       | −1.1%  |
| 2000 | 5,281       | 3.4%   |
| 2010 | 5,300       | 0.4%   |

Secondo l'Ufficio del censimento degli Stati Uniti d'America la contea ha un'area totale di 1136 miglia quadrate (2940 km²), costituiti completamente dalla terraferma.

### Strade principali
- State Highway 16
- State Highway 285
- Farm to Market Road 1017

### Contee adiacenti
- Duval County (nord)
- Brooks County (est)
- Starr County (sud)
- Zapata County (ovest)
- Webb County (nord-ovest)

## Educazione
Nell'intera contea c'è solamente una scuola, la Jim Hogg County Independent School District.